# Platanthera florentia
Platanthera florentia là một loài thực vật có hoa trong họ Lan. Loài này được Franch. & Sav. miêu tả khoa học đầu tiên năm 1878.